# لیگ برتر فوتبال ایران ۸۹–۱۳۸۸
لیگ برتر فوتبال ایران ۸۹–۱۳۸۸ نهمین دوره جام خلیج فارس و بیست و هشتمین دوره لیگ فوتبال ایران که توسط فدراسیون فوتبال ایران برگزار شد.
تیم سپاهان اصفهان برای دومین بار قهرمان این دوره از رقابت‌ها شد و به مسابقات لیگ قهرمانان آسیا ۲۰۱۱ راه پیدا کرد و تیم ذوب‌آهن اصفهان مقام نایب قهرمانی و تیم استقلال تهران مقام سومی لیگ برتر را به‌دست‌آوردند و به لیگ قهرمانان آسیا راه یافتند.

## تقویم مسابقات
در تاریخ ۱۱ تیر مراسم قرعه کشی مسابقات برگزار شد و بر اساس آن لیگ برتر نهم از ۱۵ مرداد آغاز شد و در تاریخ ۱۷ اردیبهشت به پایان رسید. بر اساس این برنامه نیم فصل مسابقات نیز به مدت ۱۹ روز از ۱۶ آبان آغاز و در ۶ آذر به پایان رسید. همچنین برای اولین بار در طول مسابقات است که تاریخ کلیه مسابقات از پیش اعلام شده‌است.

## نحوه حضور
- تیم‌های اول تا پانزدهم لیگ برتر به‌طور مستقیم.
- تیم‌های اول گروهای دوگانه لیگ دسته اول به‌طور مستقیم.
- برنده بازی حذفی بین تیمهای دوم گروهای دوگانه لیگ دسته اول.

مجموع تیم‌ها ۱۸تا

## تیم‌ها بر پایه استان
| استان          | تعداد تیم‌ها | تیم‌ها                                                    |
| -------------- | ----------- | -------------------------------------------------------- |
| تهران          | ۶           | استقلال ، پرسپولیس ، سایپا ، راه‌آهن ، پیکان ، استیل آذین |
| خوزستان        | ۲           | استقلال اهواز ، فولاد خوزستان                            |
| اصفهان         | ۲           | سپاهان ، ذوب‌آهن                                          |
| فارس           | ۱           | فجرسپاسی                                                 |
| گیلان          | ۱           | ملوان                                                    |
| خراسان رضوی    | ۱           | ابومسلم                                                  |
| کرمان          | ۱           | مس                                                       |
| قم             | ۱           | صبا قم                                                   |
| همدان          | ۱           | پاس همدان                                                |
| آذربایجان شرقی | ۱           | تراکتورسازی                                              |
| بوشهر          | ۱           | شاهین بوشهر                                              |

## باشگاه‌های حاضر
| باشگاه        | شهر    | ورزشگاه      | گنجایش | سرمربی            | کاپیتان          | فصل قبل        |
| ------------- | ------ | ------------ | ------ | ----------------- | ---------------- | -------------- |
| ابومسلم       | مشهد   | ثامن         | ۳۵،۰۰۰ | ناصر پورمهدی      | سعید خانی        | ۱۵ ام          |
| استقلال اهواز | اهواز  | تختی اهواز   | ۳۰،۰۰۰ | مجید باقری نیا    | افشین کمایی      | ۱۴ ام          |
| استقلال       | تهران  | آزادی        | ۹۰،۰۰۰ | صمد مرفاوی        | فرهاد مجیدی      | قهرمان         |
| استیل آذین    | تهران  | شهید دستگردی | ۸٬۲۵۰  | حمید استیلی       | علی کریمی        | صعود           |
| پاس همدان     | همدان  | شهید مفتح    | ۵،۰۰۰  | علیرضا منصوریان   | یدالله اکبری     | ۱۲ ام          |
| پرسپولیس      | تهران  | آزادی        | ۹۰،۰۰۰ | زلاتکو کرانیکار   | کریم باقری       | ۵ ام           |
| پیکان         | قزوین  | رجایی        | ۵،۰۰۰  | حمید درخشان       | محمدرضا طهماسبی  | ۸ ام           |
| تراکتورسازی   | تبریز  | یادگار امام  | ۷۵٬۰۰۰ | فراز کمالوند      | محمد نصرتی       | صعود           |
| ذوب آهن       | اصفهان | فولادشهر     | ۱۵،۰۰۰ | منصور ابراهیم‌زاده | مصطفی صالحی نژاد | ۲ ام           |
| راه آهن       | شهر ری | راه آهن      | ۱۵،۰۰۰ | ارنی برندتس       | علیرضا نورمحمدی  | ۱۱ ام          |
| سایپا         | کرج    | انقلاب کرج   | ۱۵،۰۰۰ | محمد مایلی‌کهن     | ابراهیم صادقی    | ۱۰ ام          |
| سپاهان        | اصفهان | فولادشهر     | ۱۵،۰۰۰ | امیر قلعه نویی    | محرم نویدکیا     | ۴ ام           |
| شاهین بوشهر   | بوشهر  | شهید بهشتی   | ۱۵،۰۰۰ | محمود یاوری       | رضا بازیاری      | صعود در پلی آف |
| صبا قم        | قم     | یادگار امام  | ۱۵،۰۰۰ | محمد حسین ضیایی   | مرتضی اسدی       | ۶ ام           |
| فولاد خوزستان | اهواز  | تختی اهواز   | ۱۵،۰۰۰ | مجید جلالی        | جلال کاملی مفرد  | ۷ ام           |
| مس کرمان      | کرمان  | شهید باهنر   | ۱۵،۰۰۰ | پرویز مظلومی      | علی سامره        | ۳ ام           |
| مقاومت سپاسی  | شیراز  | حافظیه       | ۲۰،۰۰۰ | داوود مهابادی     | مصطفی صبری       | ۹ ام           |
| ملوان         | انزلی  | تختی انزلی   | ۲۰،۰۰۰ | محمد احمدزاده     | پژمان نوری       | ۱۳ ام          |

## تغییرات
| تیم           | مربی برکنار شده | مربی جایگزین      |
| ------------- | --------------- | ----------------- |
| شاهین بوشهر   | حمید کللی فرد   | محمود یاوری       |
| استقلال اهواز | خداداد عزیزی    | مجید باقری نیا    |
| فولاد خوزستان | لوکا بوناچیچ    | مجید جلالی        |
| پاس همدان     | علیرضا منصوریان | علی‌اصغر مدیرروستا |
| ابومسلم       | ناصر پورمهدی    | فرهاد کاظمی       |
| صبای قم       | محمدحسین ضیایی  | رسول کربکندی      |
| مس کرمان      | پرویز مظلومی    | لوکا بوناچیچ      |
| راه آهن       | ارنی برندتس     | مهدی تارتار       |
| ملوان         | محمد احمدزاده   | فرهاد پورغلامی    |
| ابومسلم       | فرهاد کاظمی     | پرویز مظلومی      |
| پرسپولیس      | زلاتکو کرانچار  | علی دایی          |
| استقلال اهواز | مجید باقری نیا  | محمد احمدزاده     |
| استقلال اهواز | محمد احمدزاده   | مهدی هاشمی نسب    |
| مقاومت سپاسی  | داوود مهابادی   | محمد احمدزاده     |
| ابومسلم       | پرویز مظلومی    | علی حنطه          |
| استقلال اهواز | مهدی هاشمی نسب  | علیرضا فیروزی     |
| استیل آذین    | حمید استیلی     | افشین پیروانی     |

## جدول رده بندی
| رتبه | تیم           | بازی | برد | مساوی | باخت | گل زده | گل خورده | گل تفاضل | امتیاز | صعود یا سقوط                                |
| ---- | ------------- | ---- | --- | ----- | ---- | ------ | -------- | -------- | ------ | ------------------------------------------- |
| ۱    | سپاهان        | ۳۴   | ۱۹  | ۱۰    | ۵    | ۶۷     | ۳۰       | ۳۷+      | ۶۷     | صعود به مرحله گروهی لیگ قهرمانان آسیا ۲۰۱۱  |
| ۲    | ذوب‌آهن        | ۳۴   | ۱۶  | ۱۳    | ۵    | ۴۸     | ۲۹       | ۱۹+      | ۶۱     | صعود به مرحله گروهی لیگ قهرمانان آسیا ۲۰۱۱  |
| ۳    | استقلال       | ۳۴   | ۱۶  | ۱۱    | ۷    | ۴۹     | ۳۲       | ۱۷+      | ۵۹     | صعود به مرحله گروهی لیگ قهرمانان آسیا ۲۰۱۱  |
| ۴    | پرسپولیس      | ۳۴   | ۱۳  | ۱۴    | ۷    | ۴۶     | ۴۰       | ۶+       | ۵۳     | صعود به مرحله گروهی لیگ قهرمانان آسیا ۲۰۱۱۱ |
| ۵    | استیل آذین    | ۳۴   | ۱۳  | ۱۳    | ۸    | ۵۵     | ۴۹       | ۶+       | ۵۲     |                                             |
| ۶    | صبا           | ۳۴   | ۱۳  | ۹     | ۱۲   | ۵۲     | ۴۵       | ۷+       | ۴۸     |                                             |
| ۷    | تراکتورسازی   | ۳۴   | ۱۱  | ۱۴    | ۹    | ۴۳     | ۴۲       | ۱+       | ۴۷     |                                             |
| ۸    | سایپا         | ۳۴   | ۱۲  | ۱۰    | ۱۲   | ۴۸     | ۵۳       | ۵−       | ۴۶     |                                             |
| ۹    | مس            | ۳۴   | ۱۱  | ۹     | ۱۴   | ۵۵     | ۵۶       | ۱−       | ۴۲     |                                             |
| ۱۰   | فولاد         | ۳۴   | ۹   | ۱۵    | ۱۰   | ۳۱     | ۳۴       | ۳−       | ۴۲     |                                             |
| ۱۱   | پیکان         | ۳۴   | ۹   | ۱۴    | ۱۱   | ۴۰     | ۴۴       | ۴−       | ۴۱     |                                             |
| ۱۲   | ملوان         | ۳۴   | ۱۰  | ۱۱    | ۱۳   | ۳۱     | ۴۷       | ۱۶−      | ۴۱     |                                             |
| ۱۳   | شاهین بوشهر   | ۳۴   | ۹   | ۱۲    | ۱۳   | ۳۷     | ۳۷       | ۰        | ۳۹     |                                             |
| ۱۴   | راه‌آهن        | ۳۴   | ۹   | ۱۱    | ۱۴   | ۳۶     | ۴۴       | ۸−       | ۳۸     |                                             |
| ۱۵   | پاس           | ۳۴   | ۹   | ۱۱    | ۱۴   | ۳۶     | ۴۴       | ۸−       | ۳۸     |                                             |
| ۱۶   | فجر سپاسی     | ۳۴   | ۸   | ۱۳    | ۱۳   | ۳۴     | ۴۵       | ۱۱−      | ۳۷     | سقوط به لیگ آزادگان ۹۰–۱۳۸۹                 |
| ۱۷   | ابومسلم       | ۳۴   | ۷   | ۱۱    | ۱۶   | ۳۶     | ۵۱       | ۱۵−      | ۳۲     | سقوط به لیگ آزادگان ۹۰–۱۳۸۹                 |
| ۱۸   | استقلال اهواز | ۳۴   | ۷   | ۹     | ۱۸   | ۳۸     | ۶۰       | ۲۲−      | ۳۰     | سقوط به لیگ آزادگان ۹۰–۱۳۸۹                 |

| قهرمان لیگ برتر فوتبال ایران ۸۹-۸۸ |
| ---------------------------------- |
| سپاهان اصفهان                      |
| دومین قهرمانی                      |

## جایگاه در هفته
آخرین به روز رسانی جدول ۲۵ خرداد ۱۳۹۰
منبع: http://www.iplstats.com/
نحوه قرار گرفتن در جدول:1st امتیاز؛ 2nd تفاضل گل؛ 3rd گل زده.
# = رتبه در جدول؛ بازی = تعداد بازی؛ برد = بازیهای برده؛ مساوی = بازیهای مساوی؛ باخت = بازیهای باخته؛ زده = گل زده؛ خورده = گل خورده؛ تفاضل = تفاضل گل؛ امتیاز = امتیاز گرفته؛
(ق) = قهرمان؛ (س) = سقوط کرده؛ (ص) = صعود به رده بالاتر؛ (پ) = رفتن به پلی آف؛ (۱/۴) = رفتن به ۱/۴

## جدول بازی‌ها
| ميزبان / ميهمان۱ | ابو | اس ا | استقلال | آذن | پاس | پرس | پیک | ترا | ذوب | راه | سای | سپا | بوش | صبا | فول | مس  | مقا | ملو |
| ابومسلم          |     | ۲–۰  | ۰–۵     | ۲–۲ | ۰–۰ | ۳–۱ | ۲–۱ | ۳–۰ | ۱–۲ | ۱–۱ | ۱–۱ | ۲–۲ | ۱–۱ | ۱–۳ | ۱–۱ | ۱–۰ | ۳–۰ | ۲–۱ |
| استقلال اهواز    | ۱–۱ |      | ۰–۲     | ۱–۱ | ۰–۱ | ۱–۰ | ۳–۱ | ۲–۳ | ۱–۲ | ۱–۳ | ۴–۴ | ۰–۵ | ۲–۲ | ۰–۱ | ۰–۱ | ۱–۰ | ۰–۰ | ۲–۰ |
| استقلال          | ۳–۱ | ۲–۳  |         | ۲–۰ | ۱–۰ | ۱–۱ | ۲–۳ | ۲–۲ | ۱–۰ | ۱–۰ | ۲–۱ | ۱–۰ | ۲–۱ | ۱–۱ | ۱–۰ | ۲–۰ | ۳–۲ | ۲–۲ |
| استیل‌آذین        | ۰–۰ | ۰–۱  | ۰–۲     |     | ۲–۲ | ۲–۱ | ۰–۱ | ۲–۲ | ۲–۲ | ۱–۱ | ۴–۳ | ۲–۱ | ۲–۱ | ۴–۳ | ۲–۳ | ۱–۱ | ۱–۱ | ۲–۲ |
| پاس همدان        | ۱–۰ | ۲–۱  | ۰–۰     | ۰–۲ |     | ۱–۲ | ۲–۲ | ۱–۱ | ۱–۱ | ۰–۱ | ۳–۱ | ۱–۱ | ۰–۱ | ۲–۱ | ۳–۱ | ۱–۰ | ۳–۱ | ۱–۱ |
| پرسپولیس         | ۲–۱ | ۱–۱  | ۲–۱     | ۰–۰ | ۱–۰ |     | ۱–۲ | ۲–۱ | ۱–۱ | ۱–۰ | ۰–۲ | ۱–۱ | ۲–۲ | ۱–۰ | ۱–۰ | ۲–۰ | ۴–۲ | ۱–۱ |
| پیکان            | ۲–۰ | ۳–۱  | ۱–۱     | ۰–۱ | ۲–۲ | ۱–۳ |     | ۱–۰ | ۱–۱ | ۱–۱ | ۱–۱ | ۱–۴ | ۰–۲ | ۱–۱ | ۱–۱ | ۰–۰ | ۰–۲ | ۴–۰ |
| تراکتور          | ۱–۰ | ۲–۱  | ۱–۱     | ۲–۱ | ۲–۲ | ۱–۱ | ۱–۰ |     | ۰–۰ | ۲–۱ | ۱–۲ | ۱–۱ | ۱–۱ | ۳–۱ | ۱–۰ | ۱–۰ | ۰–۰ | ۲–۱ |
| ذوب آهن          | ۳–۱ | ۵–۲  | ۱–۰     | ۳–۱ | ۰–۱ | ۱–۱ | ۲–۲ | ۱–۰ |     | ۱–۲ | ۳–۰ | ۰–۰ | ۱–۰ | ۲–۱ | ۱–۰ | ۰–۰ | ۲–۰ | ۳–۰ |
| راه‌آهن           | ۱–۰ | ۱–۱  | ۳–۲     | ۱–۱ | ۰–۰ | ۲–۲ | ۳–۰ | ۰–۰ | ۰–۰ |     | ۰–۱ | ۰–۱ | ۱–۲ | ۱–۳ | ۲–۱ | ۳–۲ | ۰–۰ | ۱–۲ |
| سایپا            | ۱–۰ | ۲–۴  | ۱–۱     | ۲–۲ | ۳–۰ | ۰–۲ | ۰–۲ | ۱–۰ | ۲–۱ | ۲–۱ |     | ۲–۲ | ۱–۰ | ۲–۰ | ۱–۲ | ۲–۱ | ۱–۱ | ۳–۱ |
| سپاهان           | ۲–۰ | ۴–۱  | ۲–۰     | ۰–۱ | ۳–۱ | ۲–۱ | ۲–۱ | ۳–۱ | ۰–۱ | ۲–۰ | ۵–۱ |     | ۲–۰ | ۳–۱ | ۱–۱ | ۳–۰ | ۵–۱ | ۲–۰ |
| شاهین بوشهر      | ۱–۱ | ۰–۰  | ۰–۱     | ۱–۲ | ۳–۰ | ۴–۱ | ۰–۰ | ۲–۴ | ۱–۱ | ۳–۱ | ۲–۰ | ۱–۲ |     | ۰–۱ | ۰–۱ | ۴–۱ | ۰–۰ | ۱–۱ |
| صبای قم          | ۲–۱ | ۲–۰  | ۲–۱     | ۴–۲ | ۲–۱ | ۱–۱ | ۰–۰ | ۲–۱ | ۱–۱ | ۰–۱ | ۲–۲ | ۲–۲ | ۴–۰ |     | ۱–۱ | ۱–۳ | ۱–۲ | ۰–۱ |
| فولاد            | ۱–۰ | ۱–۱  | ۱–۱     | ۰–۱ | ۳–۲ | ۰–۰ | ۱–۱ | ۱–۱ | ۱–۱ | ۴–۰ | ۱–۱ | ۰–۰ | ۰–۰ | ۲–۱ |     | ۰–۴ | ۱–۱ | ۰–۰ |
| مس کرمان         | ۵–۲ | ۲–۰  | ۱–۲     | ۲–۶ | ۳–۲ | ۳–۳ | ۳–۳ | ۳–۲ | ۵–۲ | ۲–۲ | ۳–۲ | ۲–۳ | ۱–۰ | ۰–۰ | ۲–۰ |     | ۰–۰ | ۴–۲ |
| مقاومت سپاسی     | ۱–۱ | ۳–۲  | ۰–۰     | ۱–۲ | ۱–۰ | ۱–۲ | ۱–۰ | ۲–۲ | ۰–۲ | ۲–۱ | ۰–۰ | ۳–۱ | ۰–۱ | ۱–۴ | ۰–۱ | ۱–۱ |     | ۴–۰ |
| ملوان            | ۳–۱ | ۱–۰  | ۰–۰     | ۱–۳ | ۱–۰ | ۱–۱ | ۰–۱ | ۱–۱ | ۰–۱ | ۲–۱ | ۱–۰ | ۰–۰ | ۰–۰ | ۱–۳ | ۱–۰ | ۲–۱ | ۱–۰ |     |

منبع: http://www.iplstats.com/
۱تیمهای میزبان در جدول عمودی و میهمان در جدول افقی.
رنگ ها: آبی = برد در خانه خود; زرد = مساوی; قرمز = باخت در خانه خود.
تاریخچه: تاریخچه بازی های قبلی دو تیم .